# Marionodes
Marionodes is een geslacht van vlinders van de familie snuitmotten (Pyralidae), uit de onderfamilie Pyralinae.

## Soorten
- M. diehlalis Viette, 1953
- M. seyrigalis Viette, 1953